# Chitipa
Chitipa   este un oraș  în  Malawi. Este reședința  districtului  Chitipa.